# يعقوب إسحاق زيدا
يعقوب إسحاق زيدا (بالفرنسية: Isaac Zida)‏ هو رئيس وزراء بوركينا فاسو منذ تاريخ 21 نوفمبر 2014، بعد الثورة الشعبية التي أسقطت الدكتاتور السابق بليز كومباوري وكان يشغل سابقا قائدا للحرس الجمهوري وعينه الجيش رئيسا للبلاد ولكن المعارضة رفضته ما اضطره للمفاوضات والقبول بمنصب رئيس وزراء انتقالي.

## السيرة الذاتية
حاصل على درجة الماجستير في الإدارة الدولية من جامعة ليون. كما تلقى تدريبا عسكريا من الجيش الأمريكي.